# Rafał Lemkin

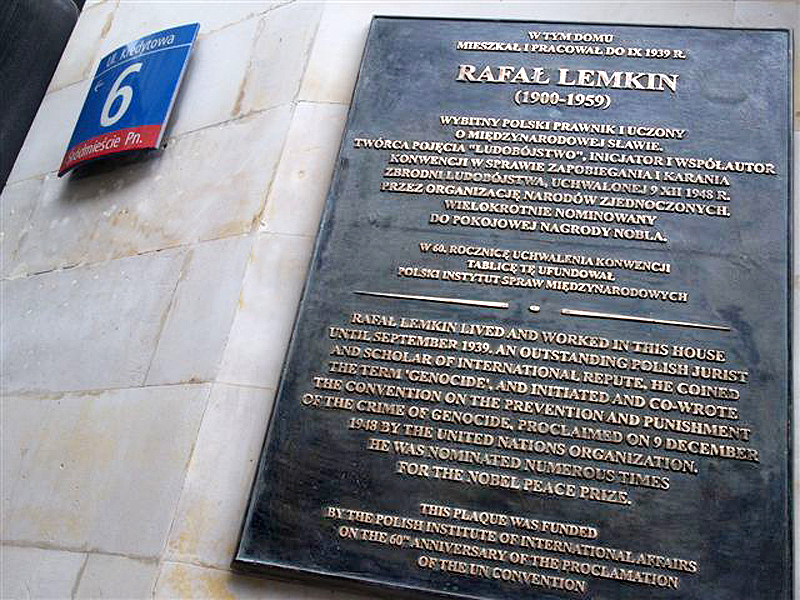
Tablica pamiątkowa przy ulicy Kredytowej 6 w Warszawie

Rafał Lemkin (ur. 11 czerwca?/24 czerwca 1900 w Bezwodnem, zm. 28 sierpnia 1959 w Nowym Jorku) – polski i amerykański prawnik karnista pochodzenia żydowskiego, twórca pojęcia „ludobójstwo” i projektu konwencji w sprawie zapobiegania i karania zbrodni ludobójstwa, podpisanej 9 grudnia 1948, nazywanej „Konwencją Lemkina”.

## Życiorys
Syn Józefa Lemkina i Beli z d. Pomeranz. Jego ojciec prowadził wydzierżawione gospodarstwo rolne. Miał dwóch braci. Młodość spędził w Oziorsku, gdzie ojciec administrował niewielki majątek, a potem w Wołkowysku, gdzie przeniosła się cała rodzina. W 1919 ukończył gimnazjum w Białymstoku. W latach 1919–1920 służył w jednostkach sanitarnych przy Armii Polskiej w okolicach Wołkowyska.
W 1919 zapisał się na Wydział Prawa i Administracji Uniwersytetu Jagiellońskiego. Został uchwałą Senatu Akademickiego z 8 VII 1921 relegowany z Uniwersytetu Jagiellońskiego z powodu przedłożenia dziekanowi nieprawdziwego i nielegalnego poświadczenia i przeniósł się na Wydział Prawa Uniwersytetu Jana Kazimierza we Lwowie. Słuchał m.in. wykładów profesorów: Oswalda Balzera, Leona Pinińskiego, Przemysława Dąbkowskiego, Marcelego Chlamtacza, Kamila Stefki, Ludwika Ehrlicha, Stanisława Starzyńskiego, Juliusza Makarewicza, Romana Longchampsa de Bérier, Aleksandra Dolińskiego, Maurycego Allerhanda, Ignacego Weinfelda, Zbigniewa Pazdry, Leopolda Caro, Jana Piekałkiewicza. Uczestniczył w seminariach z procesu cywilnego (K. Stefko), prawa cywilnego (R. Longchamps de Berier) oraz – najdłużej – przez kilka lat z prawa karnego (J. Makarewicz). Na seminarium prof. Makarewicza napisał pierwsze prace naukowe. Wspólnie z Tadeuszem Kochanowiczem przetłumaczył też na język polski kodeks karny republik sowieckich z 1922, do którego przedmowę napisał prof. Makarewicz.
W połowie lat dwudziestych wiele podróżował, studiując na uczelniach w Heidelbergu, Berlinie, a później także i na Sorbonie. Po zdaniu trzech egzaminów ścisłych (rygorozów) w lipcu 1926 uzyskał stopień doktora praw Uniwersytetu Jana Kazimierza we Lwowie. Około 1927 opuścił Lwów zaproszony do współpracy przez docenta prawa karnego Uniwersytetu Jana Kazimierza we Lwowie Emila Rappaporta oraz prof. Wacława Makowskiego z Uniwersytetu Warszawskiego. Pracował jako pomocnik E. Rappaporta w Komisji Kodyfikacyjnej RP jako referendarz Sekretariatu Generalnego Komisji Kodyfikacyjnej (Emil Rappaport od 1924 był sekretarzem generalnym Komisji). Jednocześnie odbywał aplikację sądową. Po jej ukończeniu, w 1929 lub 1930, został mianowany podprokuratorem w Sądzie Okręgowym w Brzeżanach (woj. tarnopolskie), ale po niedługim czasie objął funkcję prokuratora Sądu Okręgowego w Warszawie. W 1934 zrezygnował z pracy w prokuraturze i – po wpisaniu na listę adwokatów Izby Adwokackiej w Warszawie – rozpoczął wykonywanie zawodu adwokata w Warszawie, w kancelarii przy ul. Kredytowej 6, gdzie też mieszkał.
W 1933 roku Lemkin został wykładowcą Wolnej Wszechnicy Polskiej. Także dzięki Rapapportowi, z którym się przyjaźnił, Lemkin trafił do Międzynarodowego Biura Unifikacji Prawa Karnego i brał udział w licznych konferencjach międzynarodowych, podczas których poznał i nawiązał relacje ze znaczącymi ekspertami prawa i ważnymi intelektualistami Europy Zachodniej.
Po apelu pułkownika Romana Umiastowskiego, pod koniec pierwszego tygodnia września 1939, Lemkin opuścił Warszawę i przedostał się na tereny, które wkrótce zajął Związek Sowiecki. Został zatrzymany, ale nie rozpoznano go i zwolniono na drugi dzień. W październiku przedostał się do Wilna, a stamtąd do Kowna, gdzie po trzech miesiącach otrzymał szwedzką wizę dzięki znajomościom z międzynarodowych konferencji. W 1940 roku wyjechał przez Rygę do Sztokholmu. W Szwecji rozpoczął zbieranie materiałów do swej późniejszej pracy o rządach państw Osi w krajach okupowanych, a także wykładał na Uniwersytecie Sztokholmskim.
Wiosną 1941 zamieszkał w Stanach Zjednoczonych, dokąd dotarł po jeździe jednym z ostatnich kursów kolei transsyberyjskiej, we Władywostoku przesiadając się na łódź płynącą do Japonii, z której w końcu wypłynął do Stanów. Pomoc w znalezieniu źródła utrzymania w Stanach otrzymał od Malcolma McDermotta z Uniwersytetu Duke’a. Pomimo starań McDermotta, posada, którą Lemkin otrzymał na Uniwersytecie Duke’a, musiała zostać sfinansowana z prywatnych źródeł, przy wsparciu dalekiej rodziny Lemkina mieszkającej w Stanach. Następnie Lemkin przez dwa lata pracował jako doradca Board of Economic Warfare w Waszyngtonie, po czym na nowo musiał poszukiwać pracy. Ubiegał się o stanowisko wykładowcy ekonomii i ukończył podstawowe kursy z prawa amerykańskiego. W maju 1945 rozpoczął pracę w War Crimes Office Departamentu Wojny.
W latach 1942–1943 napisał swoją najważniejszą książkę The Axis Rule in Occupied Europe (wyd. 1944), poświęconą pojęciu ludobójstwa. Tłumaczenie na język polski Rządy państw Osi w okupowanej Europie. Prawa okupacyjne, analiza rządzenia, propozycje zadośćuczynienia  zostało wydane przez Instytut Pileckiego w 2023.  Wkrótce po ukazaniu się publikacji, gazeta „The Washington Post” zamieściła sprzyjający pracy Lemkina artykuł wstępny zatytułowany Genocide, w którym prawdopodobnie po raz pierwszy pojęcie ludobójstwa pojawiło się w powszechnych mediach. Wkrótce praca Lemkina została także doceniona na łamach „The New York Times”, a nowe pojęcie powoli weszło do powszechnego użytku. 
W procesie norymberskim Lemkin został doradcą Roberta H. Jacksona, głównego oskarżyciela z ramienia USA. Od 1946 był konsultantem Komitetu Prawnego ONZ i razem z prof. Henrim Donnedieu de Vabresem napisał wstępny projekt Konwencji w sprawie Zapobiegania i Karania Zbrodni Ludobójstwa podpisanej 9 grudnia 1948 (Dz.U. z 1952 r. nr 2, poz. 9). W latach 1948–1951 wykładał prawo międzynarodowe na Uniwersytecie Yale.
Był dziesięciokrotnie nominowany do Pokojowej Nagrody Nobla – w 1950, 1951, 1955, 1956, 1958 i 1959 r. W 1950 został odznaczony kubańskim Krzyżem Wielkim Orderu Carlosa Manuela de Céspedes, a w 1955 Krzyżem Zasługi na Wstędze Orderu Zasługi Republiki Federalnej Niemiec.
Po sukcesie, jakim było dla Lemkina uchwalenie konwencji o zbrodni ludobójstwa, znalazł się w trudnej sytuacji życiowej. Po ukończeniu kontraktu jako visiting professor na Uniwersytecie Yale w 1951 roku nie udało mu się otrzymać stałej posady uniwersyteckiej. Przez większą część lat 50., pomimo znacznych starań, pozostawał bez stałej pracy i popadł w nędzę. Zmarł na atak serca w 1959 roku. W jego pogrzebie na cmentarzu żydowskim Mount Hebron w Nowym Jorku uczestniczyło siedem osób.
Obecnie jego imię nosi Warszawska Wyższa Szkoła Nauk Społecznych im. Rafała Lemkina w Warszawie.

## Działalność naukowa
Od 1927, czyli od pierwszej konferencji (w Warszawie), dzięki E. Rappaportowi i W. Makowskiemu, współpracował z Międzynarodowym Biurem Unifikacji Prawa Karnego. Uczestniczył w polskich delegacjach na Konferencje dla unifikacji prawa karnego w Paryżu w 1931 i Kopenhadze w 1935. Uczestniczył też w licznych międzynarodowych zjazdach i kongresach z zakresu prawa karnego.
W 1931 opublikował Opinie o projekcie Kodeksu Karnego, następnie był współautorem komentarza do Kodeksu karnego z 11 lipca 1932 (razem z Jerzym Jamonttem i Emilem Rappaportem, wyd. 1932), przygotował też jego przekład na język angielski (wspólnie z Malcolmem MacDermottem, wyd. 1939).
W 1933 miał uczestniczyć w Konferencji Biura Unifikacji Prawa Karnego w Madrycie, ale w ostatniej chwili – prawdopodobnie z powodu sytuacji międzynarodowej (politycznej) rząd cofnął jego delegację. Mimo to referat, który przygotował na konferencję (wydrukowany po francusku, a potem także po polsku i niemiecku) został przekazany jej uczestnikom. W referacie tym postulował uregulowanie na forum międzynarodowym zbrodni:
1. barbarzyństwa,
2. wandalizmu,
3. spowodowania katastrofy morskiej, lądowej, powietrznej,
4. spowodowania przerwy w łączności telekomunikacyjnej,
5. świadome szerzenie zarazy ludzkiej.

Koncepcja barbarzyństwa zakładała, że „Kto z nienawiści do zbiorowości rasowej, wyznaniowej lub społecznej, albo też w celu wyniszczenia (eksterminacji) tejże przedsiębierze czyn karalny przeciwko życiu, nietykalności cielesnej, wolności, godności lub podstawom bytu gospodarczego człowieka, należącego do takiej zbiorowości, za to przestępstwo barbarzyństwa ulegnie karze…, o ile czyn jego nie jest zagrożony surowszą karą w odnośnej ustawie karnej. Sprawca podlega tej samej karze, jeśli jego czyn skierowany został przeciwko osobie, która oświadczyła swoją solidarność lub ujęła się za jedną z wyżej wymienionych zbiorowości”. Ten typ zbrodni w 1944 – po doświadczeniu Holocaustu – Lemkin nazwał genocydem (ludobójstwem). Wandalizm zakładał z kolei – z tych samych pobudek co barbarzyństwo – niszczenie dzieł kultury lub sztuki, będących wytworem ducha zbiorowości rasowej, wyznaniowej lub społecznej.
Od czasów studenckich zajmował się ustawodawstwem karnym państw totalitarnych, przede wszystkim Włoch Mussoliniego i Związku Radzieckiego, opisując w swoich pracach funkcję prawa karnego w systemach prawnych i społecznych tych państw. Przetłumaczył na język polski sowieckie ustawy karne z 1922 (wspólnie z Tadeuszem Kochanowiczem, wyd. pol. 1926) z 1927 (wyd. pol. 1928) oraz fragment włoskiego kodeksu karnego poświęcony przestępstwom przeciwko państwu. W latach trzydziestych wydał dwa tomy opracowań w serii Jidisze juridisze Bibljotek.
W 1933 opublikował książkę Sędzia w obliczu nowoczesnego prawa karnego i kryminologii. Zajmował się także problemami terroryzmu. W 1935 zaproponował uregulowanie na forum międzynarodowym terroryzmu, przedstawiając własny projekt oraz koncepcje definiowania terroryzmu. Opracował ponadto komentarze do przepisów amnestyjnych z 1932 i 1936, komentarz do ustawy karnoskarbowej z 1932 oraz opracowania Prawo karne skarbowe (1938) i La reglementation des paiments internationaux (1939).

## Pojęcie ludobójstwa

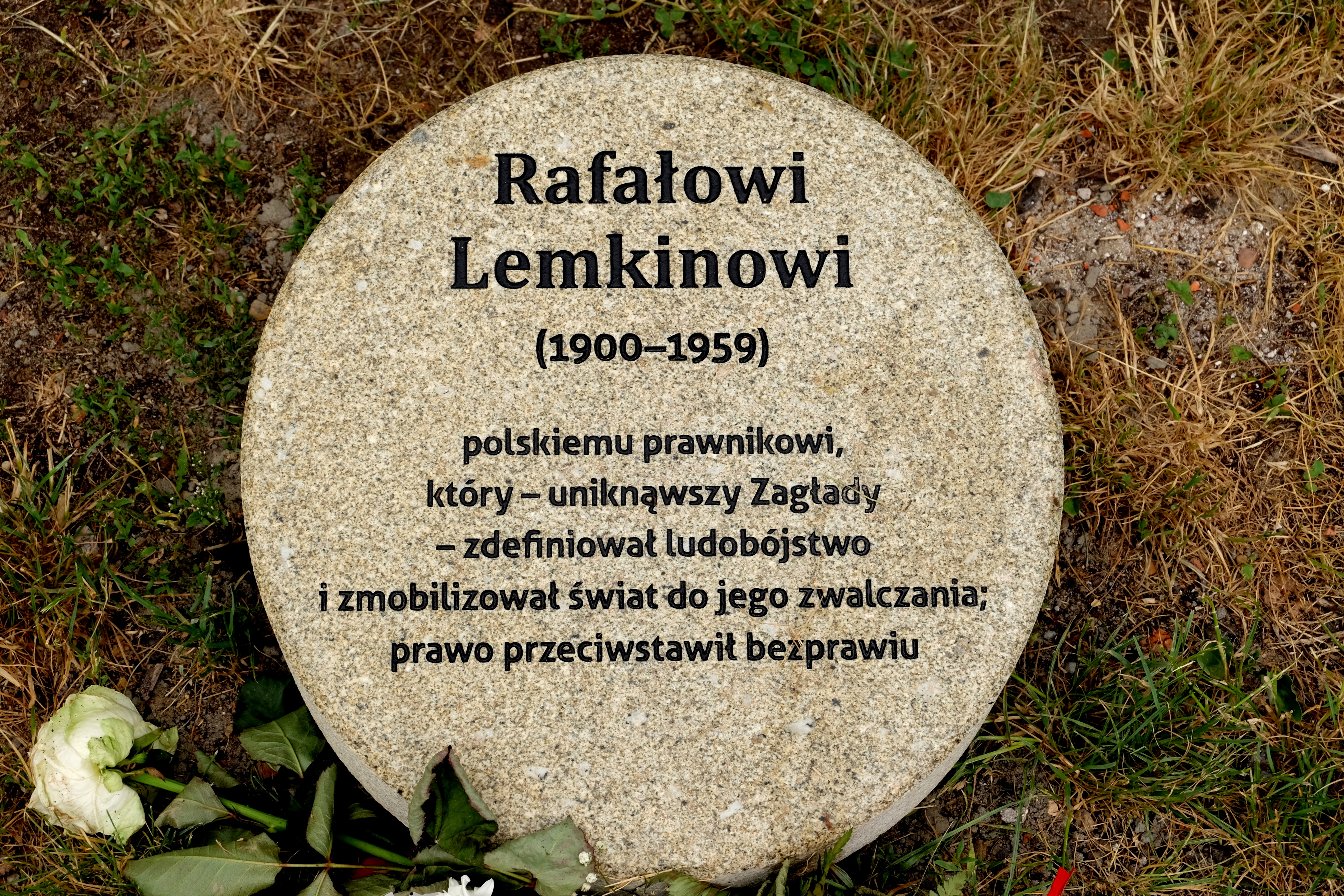
Płyta upamiętniająca Rafała Lemkina w Ogrodzie Sprawiedliwych w Warszawie

W 1933 wyodrębnił w referacie wygłoszonym na Międzynarodowej Konferencji dla Unifikacji Prawa Karnego w Madrycie oraz w artykule na łamach „Internationales Anwaltsblatt” tzw. przestępstwa nowego typu, godzące w interesy całej ludzkości, wśród nich „akty barbarzyństwa” zdefiniowane jako działanie przeciwko życiu ludzkiemu, podjęte w zamiarze zniszczenia określonej grupy rasowej, religijnej lub społecznej oraz „akty wandalizmu” rozumiane jako czyny przeciwko dziedzictwu kulturowemu grup narodowych. W wydanej w 1944 książce The Axis Rule in Occupied Europe przedstawił swoje poglądy na nowy typ zbrodni przeciwko ludzkości, tworząc termin genocidium (ludobójstwo), które rozumiał jako zorganizowane działania, mające na celu zniszczenie narodu lub grupy etnicznej poprzez dezintegrację instytucji, kultury, języka, świadomości narodowej i religijnej, gospodarczych podstaw egzystencji, a następnie pozbawienie ludzi bezpieczeństwa, wolności, zdrowia, godności i ostatecznie życia. Poruszył także kwestię odpowiedzialności narodu niemieckiego. Proponował też przyjęcie międzynarodowej konwencji dotyczącej zapobiegania ludobójstwu (zob. Konwencja ONZ w sprawie zapobiegania i karania zbrodni ludobójstwa).
W wykładzie Sowieckie ludobójstwo na Ukrainie, wygłoszonym w nowojorskim Manhattan Centre w dwudziestą rocznicę Hołodomoru (1953), uznał sztucznie wywołany przez władze sowieckie głód na Ukrainie w latach 1932–1933 (Hołodomor) za klasyczny przykład tej zbrodni.

## Centrum Lemkina
W związku z inwazją Rosji na Ukrainę Instytut Pileckiego powołał do życia Centrum Dokumentowania Zbrodni Rosyjskich w Ukrainie im. Rafała Lemkina.
Misją jednostki jest zbieranie świadectw ludności cywilnej w celu utrwalenia dowodów zbrodni popełnionych przez wojska rosyjskie, do których dochodzi podczas wojny toczącej się na terytorium Ukrainy. Relacje zbierane są w dwóch formach: ankiet wypełnianych przez świadków w języku ukraińskim oraz filmowych relacji świadków. Partnerami strategicznymi przedsięwzięcia są Ośrodek Karta, Ośrodek Studiów Wschodnich i Centrum Mieroszewskiego.